# Куракин, Фёдор Фёдорович
Князь Фёдор Фёдорович Куракин (? — 1 (11) января 1684) — русский рында, голова, воевода и боярин во времена правления Михаила Фёдоровича, Алексея Михайловича, Фёдора Алексеевича и правительницы Софьи Алексеевны.
Из княжеского рода Куракины, сын боярина и князя Ф. С. Куракина.

## Биография
В феврале 1626 года, на бракосочетании царя Михаила Фёдоровича и Евдокии Лукьяновны Стрешневой был десятым в свадебном поезде. В 1638/1639 годах стольник. В 1640 году при представлении Государю в Золотой палате датского гонца и польского посланника первый рында в белом платье. В январе 1644 года был тринадцатым при наливании и подания пития во время приёма в Грановитой палате датского королевича Вольдемара. В 1654 году принимал участие в торжественной встрече грузинского царевича Николая Давыдовича в Москве, в мае первый голова у огней в Государевом полку в походе против польского короля, в августе послан из государева стана из под Смоленска под Дубровну первым воеводою.
Участвовал головой и воеводой в русско-польской войне 1654—1667 и военных действиях против мятежного гетмана Ивана Выговского, отбив у него город Лохвицу. Руководил одной из армий в Конотопской битве, в том же 1659 году принял участие в Раде, избравшей новым гетманом Юрия Хмельницкого и установившей новые статьи соглашения между Русским Царством и Гетманщиной. В 1659 году местничал с князем Г.Г. Ромодановским. За службу в 1660 году пожалован милостивым государевым словом и золотым.
При возвращении в Москву, 23 февраля 1660 года был за столом у Государя и за «службу на украинских землях» пожалован боярством, атласной шубой в триста рублей, кубком, прибавкой к окладу в сто шестьдесят рублей и 8 тысячами ефимков «на вотчину». Участвовал в местническом споре со своим непосредственным начальником боярином князем Алексеем Трубецким.
В 1659—1662 годах воевода в Киеве, Переяславле, Смоленске. В 1661 году первый воевода в Туле. В 1662—1666 годах «ведал Москву», участвовал в усмирении Медного бунта. С февраля 1662 года первый судья в Судно-Владимирском приказе. В мае 1663 года послан первым воеводою в Севск. В этом же году при наступлении польских войск на Глухов, собрал войско в Путивле и принудил бежать поляков.  В 1663-1665 годах первый воевода в Смоленске.
С 1674 года являлся воспитателем («дядькой») царевича Фёдора, будущего царя Фёдора Алексеевича, однако в мае 1675 года попал в опалу в связи с делом о бабе-ворожее, жившей при нём. Позднее прощён и находился в государевой комнате, но влияния на государственные дела больше не имел. При коронации царя Фёдора Алексеевича , водил и держал его под правую руку и одевал в царскую одежду.
Куракин был крупным землевладельцем. В 1678 году он имел 1134 двора. Ему принадлежали земли в Дедиловском, Коломенском, Московском, Рязанском, Суздальском, Угличском и Шацком уездах. Принадлежавшее ему село Изварино унаследовал его зять, князь Андрей Черкасский.
Похоронен в Чудовом монастыре 3 (13) января 1684 года, могила утрачена.

## Семья
В актовых книгах по Дмитровскому уезду указывается Авдотья Андреевна, жена князя Фёдора Куракина, в 7169 году (1661 год по современному летоисчислению) получившая вотчину своего отца, князя Андрея Федоровича Литвинова-Масальского.
П.В. Долгоруков в Российской родословной книге указывает жену — Евдокия Андреевна Головина.
Имел трёх дочерей:
- Анна Фёдоровна (1662—1709) — супруга князя А. М. Черкасского[10]
- Мария Фёдоровна (ок. 1671—1695) — первая супруга князя В. В. Долгорукого (1667—1746)
- Прасковья Фёдоровна — супруга князя Хованского[11]